# Helophora tunagyna
Helophora tunagyna là một loài nhện trong họ Linyphiidae.
Loài này thuộc chi Helophora. Helophora tunagyna được Ralph Vary Chamberlin & Wilton Ivie miêu tả năm 1943.